# William Aar
William Otto Aar (* 23. Oktober 1997 in Trondheim) ist ein norwegischer Handballspieler.

## Karriere

### Im Verein
William Aar spielte bis 2018 in Norwegen für Sandnes HK. 2018 wechselte er zu Kolstad Håndball. Ab der Saison 2020/21 unterschrieb er einen Zweijahresvertrag beim dänischen Verein Aarhus Håndbold. Nach einer Saison meldete der Verein jedoch Insolvenz an und er wechselte zum dänischen Verein Ribe-Esbjerg HH. Im Sommer 2024 wechselte er zum Ligakonkurrenten Team Tvis Holstebro.

### In Auswahlmannschaften
Im April 2019 gab er sein Debüt in der norwegischen Nationalmannschaft gegen Schweden. Mit Norwegen gewann er bei der Europameisterschaft 2020 die Bronze-Medaille. Im folgenden Jahr nahm er mit Norwegen an der Weltmeisterschaft 2021 teil und belegte dort den 6. Platz. Bei der Weltmeisterschaft 2025 warf er 19 Tore in drei Spielen und erreichte mit der Auswahl den 10. Platz.